# Landelijk Netwerk Vrouwelijke Hoogleraren
Het Landelijk Netwerk Vrouwelijke Hoogleraren (LNVH) is een Nederlandse organisatie die actief is rond genderongelijkheid in de wetenschap. De organisatie streeft een gelijke vertegenwoordiging van vrouwelijke hoogleraren binnen het hoger onderwijs na. Jaarlijks brengen zij de Monitor Vrouwelijke Hoogleraren uit. In 2022 waren 1166 hoogleraren en 463 universitair hoofddocenten bij het netwerk aangesloten. (In 2018 waren dat nog 977 hoogleraren en 369 universitair hoofddocenten.)
Het netwerk is in 2001 opgezet door Tineke Willemsen, Bertien Collette en Els Goulmy. Goulmy was voorzitter van 2001 tot 2012.

## Bestuur
Het bestuur bestaat uit deze leden:
- Moniek Tromp (voorzitter a.i.)
- Tanya Bondarouk
- Annelien De Dijn
- Kiki Lombarts
- Sera Markoff
- Yvonne Benschop

## Doelen
De stichting heeft tot doel het bevorderen van evenredige vertegenwoordiging, het verbeteren van de positie van vrouwen in de wetenschap vanuit alle disciplines en achtergronden en een inclusieve en veilige academie waarin gelijke beloning de norm is. Het LNVH tracht dit doel onder meer te bereiken door het versterken van de band tussen vrouwelijke wetenschappers in Nederland, het bevorderen van de doorstroming van vrouwen naar hogere universitaire posities (zowel wetenschappelijke als bestuurlijke topposities) en het voorkomen van voortijdig uitstromen van vrouwen.
Om deze doelen te verwezenlijken houdt het LNVH zich bezig met:
- Beleidsontwikkeling en –beïnvloeding, en opzet en ondersteuning van projecten met betrekking tot de doorstroom en benoeming van vrouwelijke academici.
- Het monitoren van de doorstroom van vrouwelijke wetenschappers door publicatie van relevante cijfers in de Monitor Vrouwelijke Hoogleraren.
- Het publiceren van onderzoeksrapporten over relevante thema's gelieerd aan genderdiversiteit.
- Voorzitten van het platform van adviseurs en beleidsmedewerkers gender/diversiteit/talentbeleid van alle Nederlandse universiteiten en academische ziekenhuizen (UMC's), de Nederlandse Organisatie voor Wetenschappelijk Onderzoek (NWO) en de Koninklijke Nederlandse Akademie van Wetenschappen (KNAW).
- Relatiebeheer met nationale en internationale organisaties binnen en buiten de academische wereld.
- Het voordragen van vrouwelijke wetenschappers voor wetenschapsprijzen, -premies, -grants en -posities.
- Organiseren van mentoring, intervisie, workshops en congressen en symposia.
- Vergroten van de zichtbaarheid van het eigen netwerk en de impact van de activiteiten.
- Initiëren van netwerken en het in kaart brengen van best practices.